# La Valeta
La Valeta (en maltés: Il-Belt Valletta; en inglés: Valletta) es la capital de Malta, situada sobre una península en la parte centro-oriental de la isla de Malta. La ciudad propiamente dicha cuenta con una población de 7650 habitantes (2011), excluyendo el área metropolitana adyacente. También es uno de los sesenta y ocho consejos locales que conforman el país desde 1993.
La Valeta tiene edificios que datan a partir del siglo XVI, construidos durante la época de los Caballeros Hospitalarios. La Valeta se caracteriza por tener construcciones barrocas, con elementos de la arquitectura del Renacimiento, la neoclásica y arquitectura moderna en zonas determinadas; ya que la Segunda Guerra Mundial dejó cicatrices en la ciudad.
En 1980, fue oficialmente reconocida como Patrimonio de la Humanidad por la Unesco. Y en 2018, fue, conjuntamente con la ciudad neerlandesa de Leeuwarden, la Capital Europea de la Cultura.

## Epónimo
La ciudad lleva el nombre de Jean Parisot de La Valette que defendió la isla de una invasión otomana en el año 1565. El nombre oficial que los Caballeros de San Juan de Jerusalén dieron a la ciudad fue Humilissima Civitas Valletta ("Humildísima Ciudad de La Valeta"). Sin embargo, con la posterior edificación de bastiones y revellines, a los cuales se sumaron las bellas construcciones barrocas de sus calles, comenzó a ser conocida como Superbissima ("Más orgullosa") entre las casas dominantes en Europa. En el idioma maltés es coloquialmente conocida como Il-Belt, que significa "La Ciudad". En español se utiliza la forma tradicional "La Valeta".

## Gobierno
Alexiei Dingli ha sido el alcalde de La Valeta desde el año 2008. Fue elegido por el Partido Nacionalista, una filial del Partido Popular Europeo, que ostenta la mayoría del consejo. Dingli ha vuelto a ser reelegido en las elecciones municipales de marzo de 2013. El idioma oficial de La Valeta es el maltés. Y La Valeta en idioma maltés se escribe y se dice La Valetta.

## Historia
La primera piedra angular de esta ciudad fue colocada el 28 de marzo de 1566 por el Gran Maestro de la Orden, Jean Parisot de la Valette. Los planes para el sistema geométrico de fortificaciones y de la red de carreteras rectangular estuvo previsto por el arquitecto italiano y el ingeniero militar Francesco Laparelli. El diseño y la realización de cada uno de los elementos de la fortaleza fueron también en gran parte gracias al asistente de Laparelli, Gerolamo Cassar. Con Laparelli en la isla de nuevo en 1568, antes de la finalización de la construcción, su asistente Cassar tomó la gestión global del proyecto. El 18 de marzo de 1571, la Orden se asienta oficialmente con una ceremonia solemne cuando se trasladó a la nueva ciudad (Birgu). La Valette, quien murió el 21 de agosto de 1568 en Birgu, no alcanzó a ver el final de su proyecto. En su honor, la ciudad recibió su nombre. Su sucesor como gran maestre, Pierre de Monte, fue el más avanzado en la expansión de La Valeta.

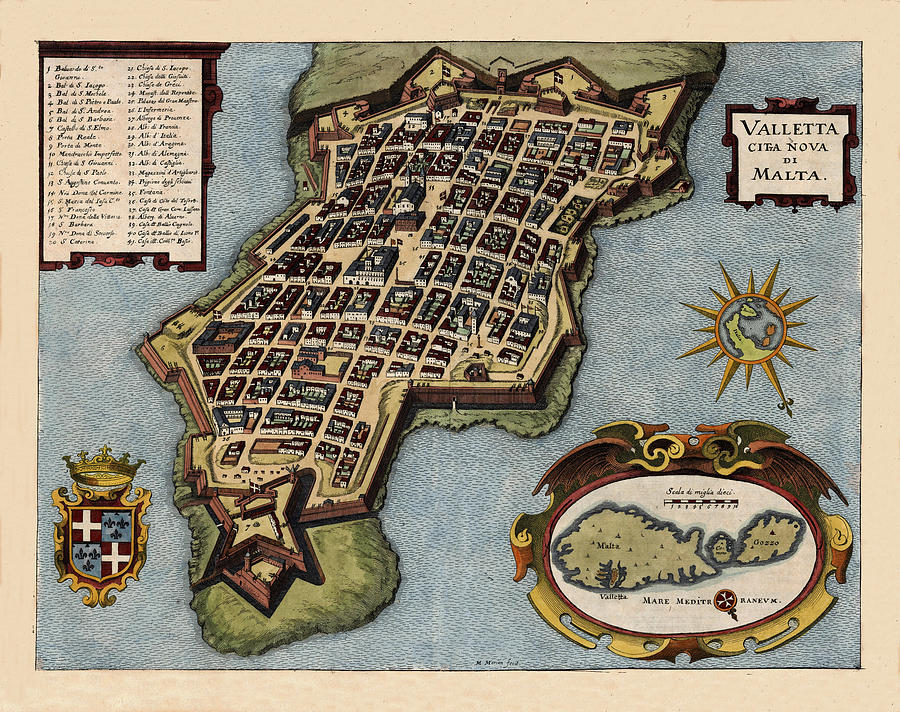
Plano de La Valeta del.

Originalmente la ciudad fue planeada estratégicamente en el mar por los Caballeros. En el borde norte de la ciudad estaba el puerto para aplicar órdenes a la Marina Orden Soberana de Malta. En una excavación se halló un Manderaggio, un centro designado que debió servir como material de construcción de las casas de La Valeta. Al abandonarse este proyecto, la obra se ha convertido en una especie de barrio bajo, que fue habitado por personas sin hogar en condiciones sanitarias precarias. El área de la planicie Manderaggio empieza a perfilarse como una irregularidad en el plan de la red ortogonal de la ciudad, el cual fue reconstruido en la década de 1950 con una promoción de viviendas. Hasta la rendición de los Caballeros de Malta bajo su gran maestre Fernando de Hompesch a Bolheim y desde la llegada de Napoleón La Valeta permaneció intacta. No fue sino hasta la Segunda Guerra Mundial, cuando fue ampliamente devastada por los ataques aéreos alemanes e italianos. Las murallas pudieron resistir forzosamente las bombas. El archipiélago fue defendido a veces con sólo tres aviones. El rey británico Jorge VI le dio al pueblo de Malta en 1942 la Cruz de San Jorge por su "heroísmo extraordinario".

## Demografía
La población de La Valeta ha disminuido gradualmente a lo largo de los años, y actualmente se ha reducido a una tercera parte de lo que tuvo en su época más alta. Este proceso se vio acelerado después de la Segunda Guerra Mundial con el desarrollo de los suburbios, y el traslado de la gente hacia ellos. De hecho, la ciudad de La Valeta ya no es la más grande del país, pues es superada por la localidad de Birkirkara. Sin embargo, sigue siendo el centro económico y administrativo del país.

## Geografía

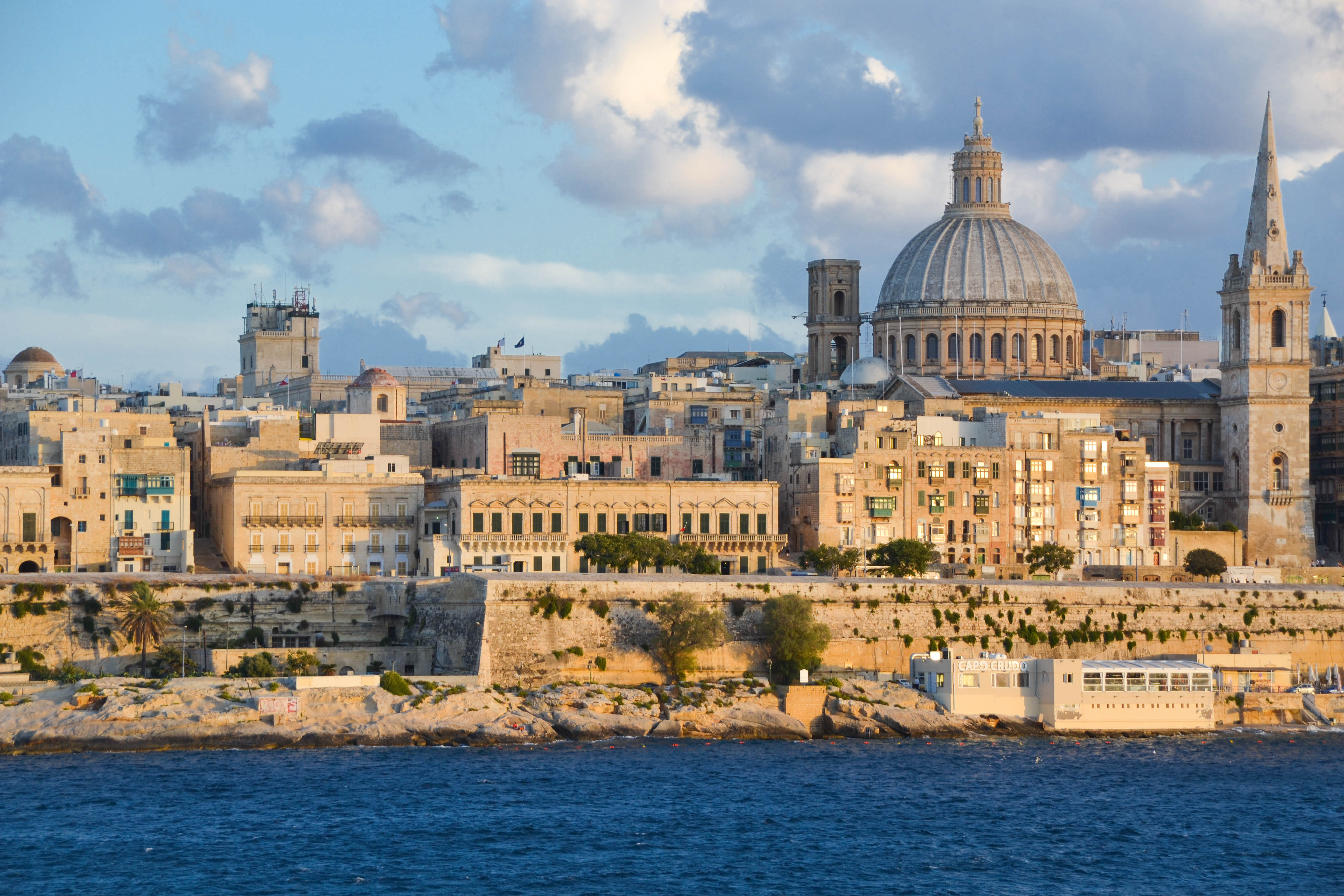
Vista de La Valeta, en Malta.

La península de La Valeta, en la que están incrustados los puertos naturales de Marsamxett y el Grand Harbour, forman en conjunto el puerto más importante del país. Este cuenta con muelles de descarga y una terminal de cruceros construida en Grand Harbour, a lo largo del antiguo muro marítimo.
Uno de los suburbios de La Valeta, Floriana, fue construido en la parte exterior de los bastiones de la ciudad y en la parte interior de las defensas de Floriana, situado en un espacio entre ambas líneas de defensa capaz de albergar a aquellos que no tenían suficiente dinero para comprar una casa en La Valeta. Otro barrio de características similares es Manderaggio, inicialmente diseñado por la Orden para recibir marineros. Sin embargo, este propósito no pudo ser llevado a cabo y los vagabundos se apropiaron de la zona, resultando en una maraña de edificios con oscuras callejuelas y serias deficiencias en las condiciones sanitarias. Manderaggio fue parcialmente demolido en la década de los 50 para construir una zona residencial.

### Clima
La Valeta cuenta con un clima mediterráneo (Csa en la clasificación climática de Köppen), los veranos son cálidos y secos con temperaturas de hasta alrededor de 30 °C, los inviernos son suaves y húmedos con temperaturas de 15 °C en promedio. La ciudad recibe alrededor de 519 milímetros de precipitaciones por año, 81% de las cuales se distribuyen de octubre a marzo. En invierno las temperaturas son moderadas por la proximidad de la ciudad al mar y como resultado La Valeta goza de inviernos suaves.
| Parámetros climáticos promedio de La Valeta | Parámetros climáticos promedio de La Valeta | Parámetros climáticos promedio de La Valeta | Parámetros climáticos promedio de La Valeta | Parámetros climáticos promedio de La Valeta | Parámetros climáticos promedio de La Valeta | Parámetros climáticos promedio de La Valeta | Parámetros climáticos promedio de La Valeta | Parámetros climáticos promedio de La Valeta | Parámetros climáticos promedio de La Valeta | Parámetros climáticos promedio de La Valeta | Parámetros climáticos promedio de La Valeta | Parámetros climáticos promedio de La Valeta | Parámetros climáticos promedio de La Valeta |
| Mes                                         | Ene.                                        | Feb.                                        | Mar.                                        | Abr.                                        | May.                                        | Jun.                                        | Jul.                                        | Ago.                                        | Sep.                                        | Oct.                                        | Nov.                                        | Dic.                                        | Anual                                       |
| ------------------------------------------- | ------------------------------------------- | ------------------------------------------- | ------------------------------------------- | ------------------------------------------- | ------------------------------------------- | ------------------------------------------- | ------------------------------------------- | ------------------------------------------- | ------------------------------------------- | ------------------------------------------- | ------------------------------------------- | ------------------------------------------- | ------------------------------------------- |
| Temp. máx. abs. (°C)                        | 23                                          | 22                                          | 26                                          | 30                                          | 32                                          | 38                                          | 42                                          | 38                                          | 37                                          | 32                                          | 26                                          | 25                                          | 42                                          |
| Temp. máx. media (°C)                       | 15                                          | 15                                          | 16                                          | 18                                          | 22                                          | 26                                          | 30                                          | 30                                          | 27                                          | 23                                          | 19                                          | 16                                          | 21                                          |
| Temp. media (°C)                            | 12                                          | 12                                          | 13                                          | 15                                          | 18                                          | 22                                          | 26                                          | 26                                          | 24                                          | 21                                          | 16                                          | 13                                          | 18                                          |
| Temp. mín. media (°C)                       | 9                                           | 9                                           | 10                                          | 12                                          | 15                                          | 18                                          | 21                                          | 22                                          | 20                                          | 17                                          | 13                                          | 11                                          | 15                                          |
| Temp. mín. abs. (°C)                        | 2                                           | 1                                           | 2                                           | 3                                           | 9                                           | 13                                          | 17                                          | 17                                          | 13                                          | 7                                           | 6                                           | 1                                           | 1                                           |
| Precipitación total (mm)                    | 80                                          | 50                                          | 40                                          | 20                                          | 10                                          | 0                                           | 0                                           | 0                                           | 30                                          | 70                                          | 90                                          | 100                                         | 530                                         |
| Fuente: Weatherbase                         |                                             |                                             |                                             |                                             |                                             |                                             |                                             |                                             |                                             |                                             |                                             |                                             |                                             |

## Lugares de interés
La ciudad antigua de La Valeta, declarada Patrimonio de la Humanidad por la Unesco en 1980, es una de las áreas históricas más densas del mundo: en un área de 55 hectáreas se agrupan 320 monumentos.
Los más notables son la concatedral de San Juan, anteriormente Iglesia de los Caballeros, las fortificaciones construidas por los caballeros para proteger a la ciudad de los ataques otomanos, el antiguo Palacio del Gran Maestre, que hasta 2015 albergó al Parlamento de Malta y el Museo Nacional de Bellas Artes de Malta. La Valeta fue dañada por ataques aéreos durante la Segunda Guerra Mundial, que destruyeron su majestuosa ópera, construida en la entrada de la ciudad en el siglo XIX.

### Edificios religiosos

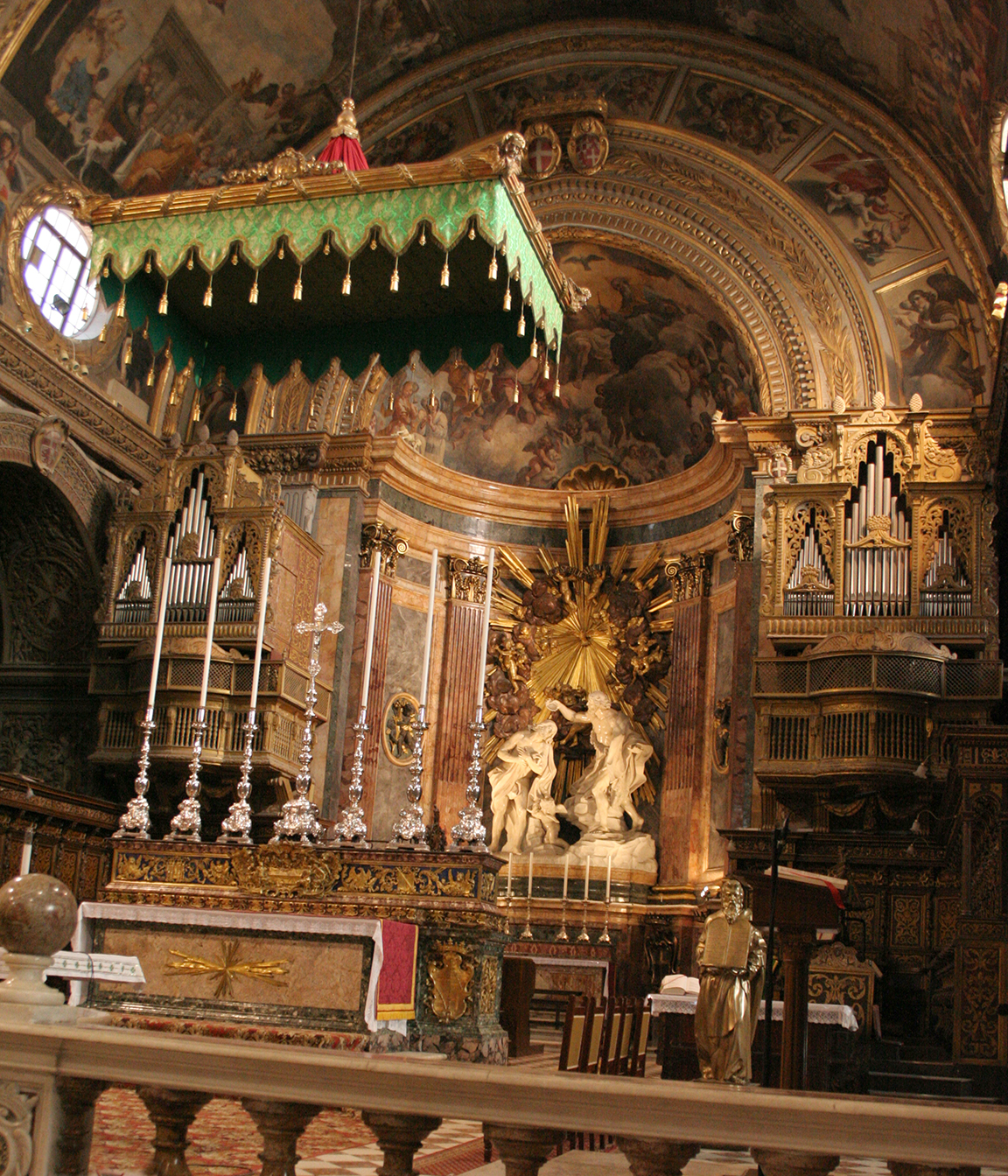
Interior de la concatedral de San Juan.

En sus sólo novecientos metros por 630 metros, Valeta alberga más de veinticinco iglesias, como si de un testamento de la tradición religiosa católica de Malta se tratase. Son las siguientes:
- Concatedral de San Juan – Plaza de San Juan
- San Francisco de Asís – Calle República
- Iglesia de San Agustín – Calle de la Antigua Panadería
- Basílica de Nuestra Señora del Monte Carmelo
- Iglesia Carmelita – Calle del Antiguo Teatro
- Catedral anglicana de San Pablo – Plaza de la Independencia
- Iglesia del Cristo Redentor
- Iglesia de los Jesuitas
- Iglesia del Naufragio de San Pablo – Calle San Pablo
- Iglesia de Santa María de Jesús
- Iglesia Escocesa de San Andrés
- Iglesia de Nuestra Señora del Pilar – Calle Oeste
- Iglesia y Monasterio de Santa Catalina
- Basílica de Santo Domingo
- Iglesia de Santa María Magdalena
- Iglesia y Capilla de Santa Ana
- Capilla de la Enfermería Sacra – Mediterranean Conference Centre
- Iglesia de San Nicolás
- Iglesia de San Roque – Calle de Santa Úrsula
- Iglesia y Monasterio de Santa Úrsula – Calle Santa Úrsula
- Iglesia de Nuestra Señora de Damasco
- Iglesia de San Jaime
- Iglesia de Santa Bárbara – Calle República
- Iglesia de Santa Catalina de Italia – Plaza Victoria
- Iglesia de Nuestra Señora de la Victoria – Calle Sur
- Iglesia de la Virgen de Notre Damme De Liesse – Colina Liesse
- Iglesia del Retorno de la Sagrada Familia desde Egipto
- Iglesia de Santa Lucía

La iglesia de Nuestra Señora de la Victoria fue el primer edificio construido de la Valeta, construido por los caballeros hospitalarios entre 1573 y 1578. En su interior se encontraba la tumba de Jean Parisot de La Valette hasta que se construyó la concatedral de San Juan. Fue encargada en 1572 por el gran maestre Jean de la Cassière como iglesia conventual de los caballeros de Malta. La iglesia fue diseñada por el arquitecto militar maltés Gerolamo Cassar, arquitecto de los caballeros de Malta. La iglesia de San Francisco de Asís (en maltés: San Franġisk t'Assisi) fue construida en 1598, pero en 1681 fue prácticamente reconstruida gracias a la generosidad del gran maestro Gregorio Carafa. La iglesia de San Agustín] es contemporánea a la creación de la ciudad y sus cimientos de piedra se pusieron en 1571. Fue construida según el plan y las instrucciones de Cassar. La iglesia fue reconstruida en 1765 por Giuseppe Bonici y elevada a parroquia en 1968.
Un jesuita maltés, Fra Andrea, abrió un conservatorio para niñas en 1692 gracias a las donaciones de los Caballeros de Malta y de los malteses. La Iglesia del Cristo Redentor (en maltés: Kristu Redentur), conocida normalmente como «Iglesia Sagaramentini para la Adoración Perpetua», es parte de aquel edificio. La iglesia de los Jesuitas (en maltés: il-Knisja tal-Ġiswiti) es una de las más antiguas de la ciudad. San Ignacio de Loyola, fundador de la orden, había considerado fundar un colegio en Malta a principios de 1553. Gracias a una carta fechada el 28 de marzo de 1592, el papa Clemente XIII solicitó la apertura de un colegio jesuita y su iglesia.

### Museos

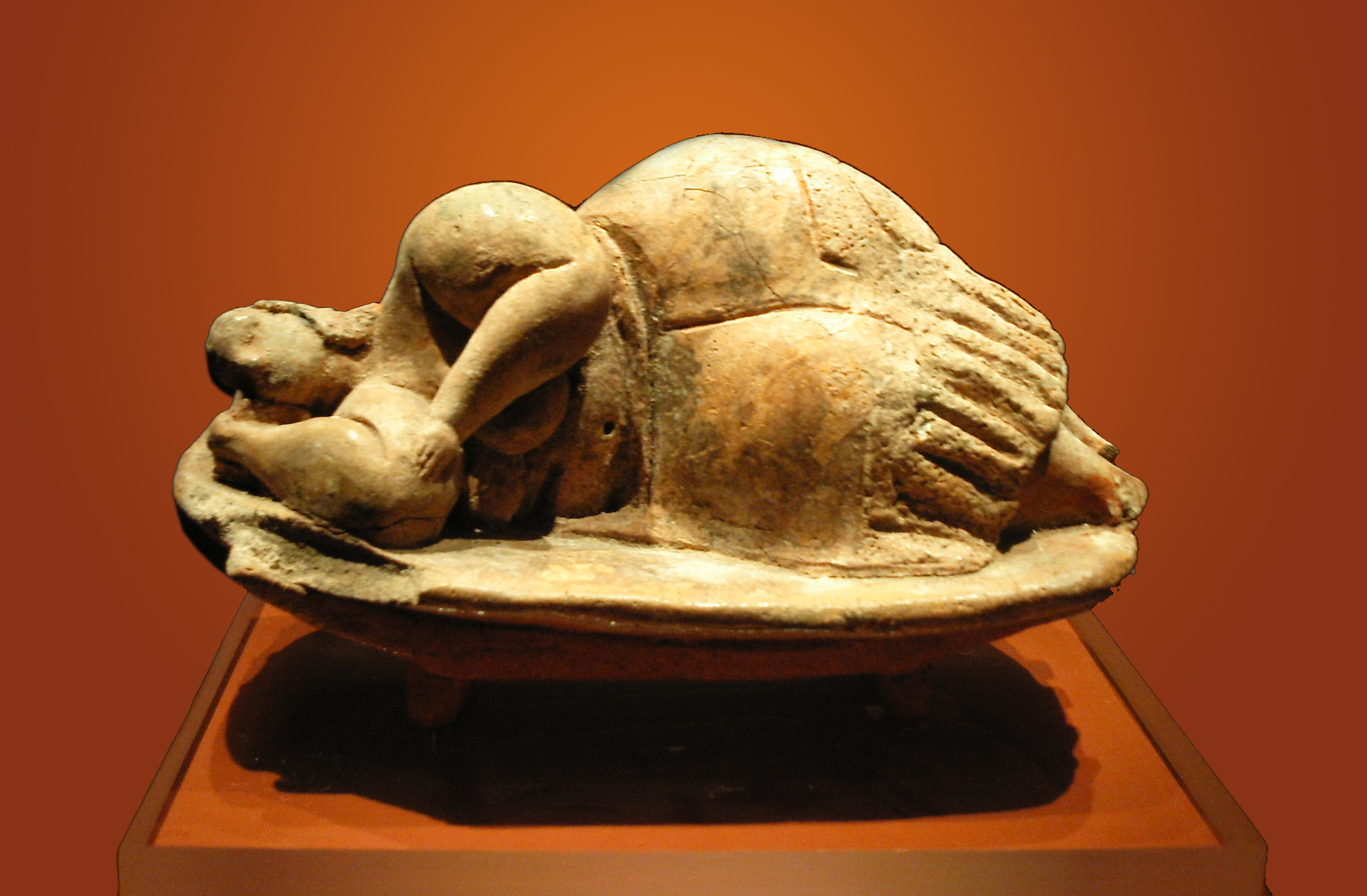
Escultura que muestra una mujer dumiendo, de Hal Saflieni, de unos 3000 años de antigüedad.

El Museo Nacional de Arqueología está situado en uno de los edificios más importantes de la capital, el Museo Nacional de Arqueología fue inaugurado en 1958 y desde entonces ha atravesado por múltiples cambios, siendo el último la restauración y la modernización de las salas de exhibición. La única planta abierta por el momento al público contiene un arsenal exposicional de artefactos del periodo neolítico maltés, extendiéndose desde los primeros colonos (5200 a. C.) hasta el final del periodo de los templos (2500 a. C.). Los artefactos más significativos son los altares megalíticos de Tarxien, donde se observan espirales en bajorrelieve y decoraciones con animales. También despierta gran interés la colección de figurines humanos del periodo del templo, incluyendo la dama durmiente del Hipogeo de Hal Saflieni, la Venus de Malta de los templos de Hagar Qim y la estatua monumental de los templos de Tarxien. Una vez terminen los trabajos de remodelado actuales, se podrán visitar las salas de exposición de la Edad de bronce, de la cultura fenicia y romana, y el periodo medieval.

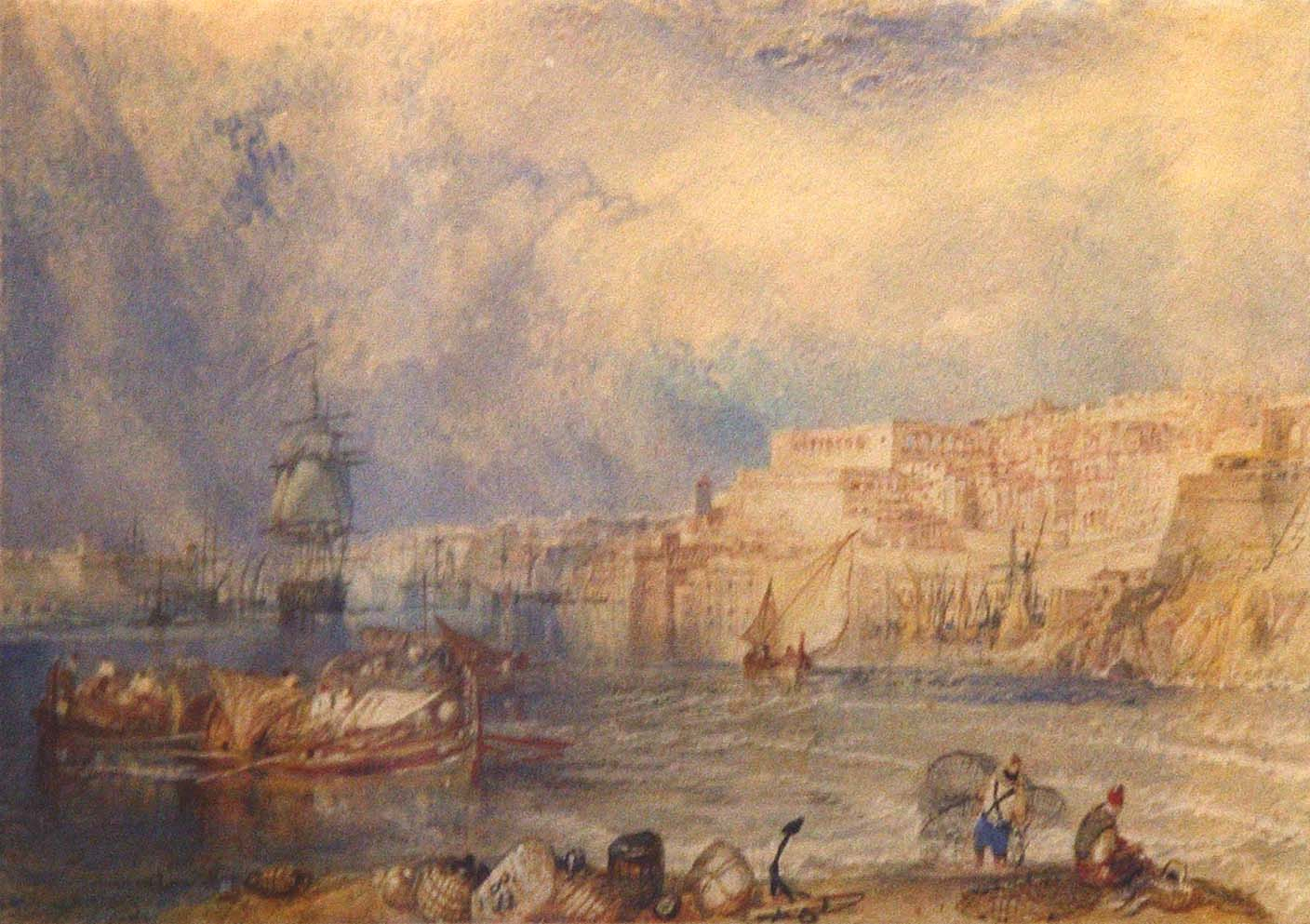
Malta. Obra de Joseph Mallord William Turner que muestra el Gran Puerto. Museo Nacional de Bellas Artes.

El Museo Nacional de Bellas Artes contiene una selección de obras de arte bien escogida, muchas de las cuales fueron creadas por artistas que trabajaban en Malta. El museo contiene la mejor colección de pinturas de Mattia Preti en un museo público, un buen núcleo de trabajos de Antoine de Favray, además de trabajos de Guido Reni, Juseppee de Ribera, Carla Maratta, varios bocetos de Melchior Gafa, así como una gran colección de esculturas de Antonio Sciortino. En el sótano se encuentra una evocadora colección de memorabilia relacionada con la estadía en Malta de la Orden de los Caballeros de San Juan. La característica más notable de este edificio es la escalera escenográfica construida en el siglo XVIII, uno de los ejemplos más hermosos de la influencia rococó en La Valeta.
El Museo de Guerra de La Valeta se encuentra localizado en la fortaleza St. Elmo, pudiéndose encontrar en él reliquias de la Primera y la Segunda Guerra Mundial. Los objetos expuestos en el museo incluyen el barco torpedero italiano capturado durante el ataque contra el Grand Harbour el 26 de julio de 1941, el histórico Gloster Gladiator FAITH, el caza que luchó sobre los cielos malteses en los primeros meses de 1940, y 10 grandes exhibiciones donde se pueden visualizar generaciones de uniformes de la marina, del ejército y de la fuerza aérea, reflectores antiaéreos, un arma antiaérea Bofors 40 mm, el Jeep Willy usado por el general Eisenhower y el presidente Roosevelt, 4 torpedos, y un Vickers Terni italiano de 75mm capturado en Sicilia.

### Teatros
- Teatro Manoel es el tercer teatro activo más antiguo de Europa. Situado en la calle Old Theatre, ahora es Teatro Nacional de Malta y sede de la Orquesta Nacional de Malta. El Manoel es pequeño, seiscientos veintitrés asientos lo conforman, el auditorio tiene una lujosa forma ovalada, y tres filas de palcos construidos totalmente en madera y decoradas con pan de oro de 22 quilates y un azul pálido. El techo se asemeja a una cúpula redondeada. Boris Christoff, Sir Yehudi Menuhin, John Neville, Magda Olivero, Michael Ponti, Mstislav Rostropovich, Dame Margaret Rutherford, Dame Kiri Te Kanawa y Sir Donald Wolfit han trabajado o aparecido en su etapa en este prestigioso teatro. Las empresas visitantes han sido Nottingham Playhouse, la Comédie-Française y la Staatsoper Unter den Linden.

- La Ópera Real de La Valeta era una casa de la ópera y sede de la realización de artes, diseñada por el arquitecto inglés Edward Middleton Barry, fue erigida en 1866. El teatro fue bombardeado durante la Segunda Guerra Mundial, en 1942. El espacio se sigue utilizando para actuaciones presentes hoy en día y los planes para reconstruir o renovar alguna manera la zona se encuentra en un punto muerto. El Gobierno de Malta ha encargado al arquitecto Renzo Piano construir una nueva Royal Opera House. Esto es parte de un proyecto de renovación de la entrada a La Valeta. los planes de Piano sigue siendo el objeto de una fuerte polémica.

- St James Cavalier

### Jardines

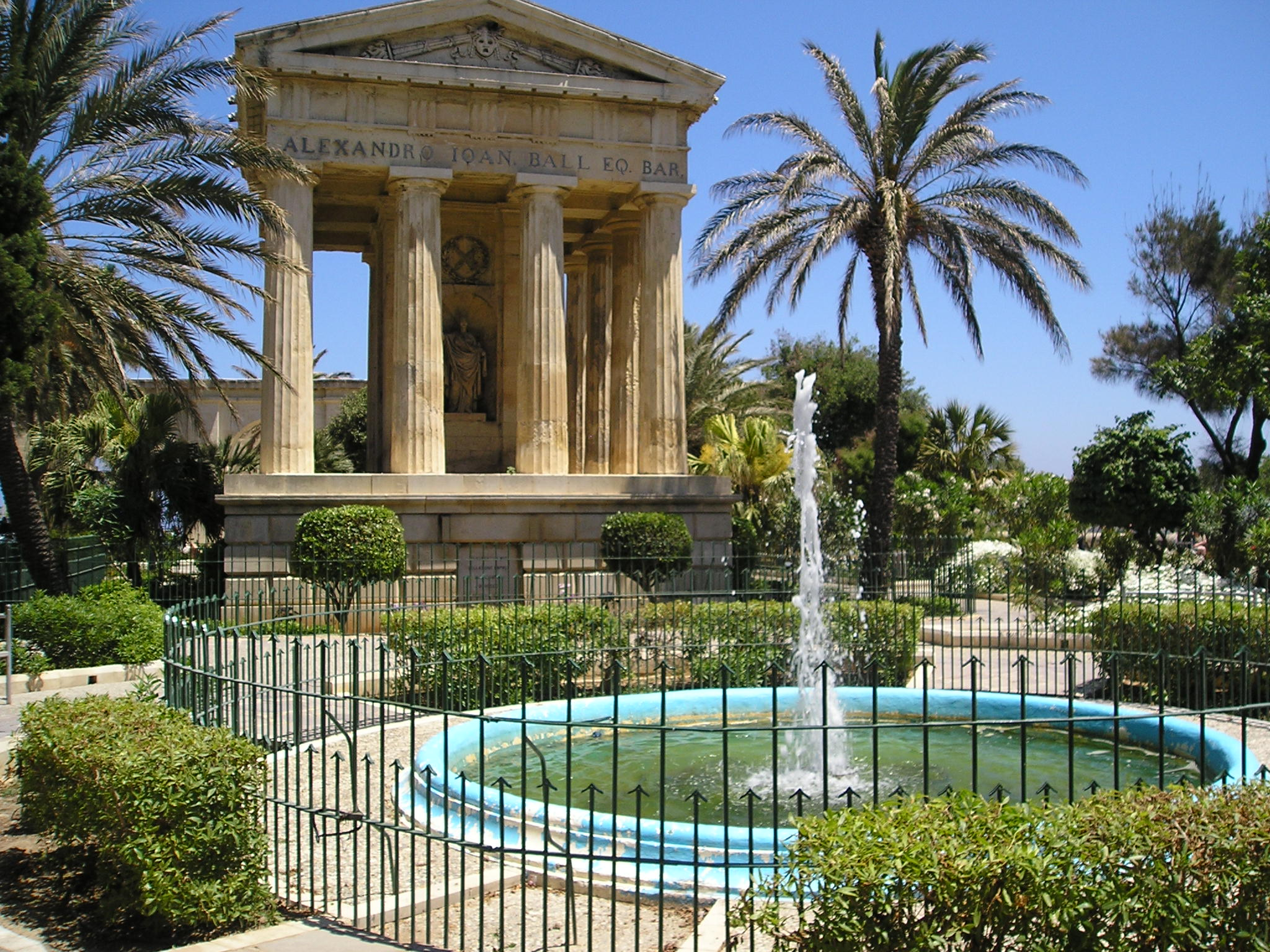
Los Jardines bajos de Barrakka y sus monumentos.

Los Jardines altos de Barrakka (en maltés: Il-Barrakka ta' Fuq) ofrecen una vista panorámica del Gran Puerto. Fueron construidos en 1661 para el uso privado de los caballeros de la langue de Italia. No fue hasta 1824 cuando los jardines se abrieron al público. Sufrieron graves daños durante la Segunda Guerra Mundial.
Los senderos del jardín cuentan con bustos, estatuas y placas que muestran varias personalidades y acontecimientos significativos de la historia maltesa. Tiene especial interés el grupo de bronce del escultor maltés Antonio Sciortino, llamado Les Gavroches. Su representación de tres niños corriendo refleja las privaciones etremas a las que tuvieron que hacer frente los malteses en el siglo XX. Los Jardines bajos de Barrakka también dominan el malecón y el Gran Puerto (en maltés: Il-Barrakka t'Isfel) y ofrecen vistas del Fuerte Ricasoli, Bighi Palace, Fuerte de San Ángel y las colinas Vittoriosa y Kalkara. Los jardines cuentan con dos monumentos principales, uno dedicado a Sir Alexander Ball y otro en recuerdo del Gran Sitio de Malta.
Los Jardines Hastings (en maltés: Ġnien Hastings) se encuentra en lo alto de los bationes del lado oeste de la Puerta de la Ciudad proporcionan buenas vistas de Sliema, Isla Manoel y del Port de Marsamxett. Los jardines albergan un monumento construido por la familia Hastings dedicado a Francis Rawdon-Hastings, primer marqués de Hastings, gobernador de Malta.

## Deporte

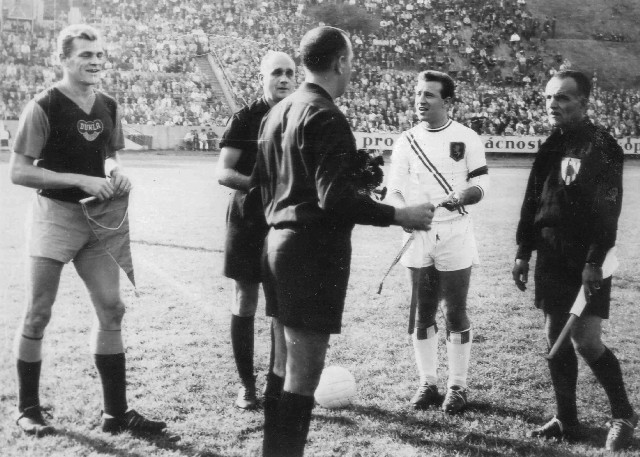
Frankie Zammit (segundo de la derecha) del Valletta antes del partido ante el FK Dukla Prague en el Juliska Stadium por la Copa Europea de 1963–64.

El Valletta Football Club es el principal club de fútbol de la ciudad y ha ganado en 21 ocasiones la Premier League de Malta y en 12 la Copa Maltesa entre otros muchos trofeos. Se trata del tercer club con más campeonatos de liga del país. Disputa sus partidos en el MFA Centenary Stadium o en el Estadio Nacional Ta' Qali, que no se encuentran en la ciudad de la Valeta, sino en Ta' Qali. También tiene su sede en La Valeta la Asociación de Fútbol de Malta.
En la ciudad también se encuentran el Ballers Valletta, principal equipo de baloncesto, o el Valletta Lions RFC, de rugby. Destaca también el equipo Marsamxett Valletta de remo, que toma parte en la tradicional regata anual de Día de la Victoria (8 de septiembre).

## Transporte

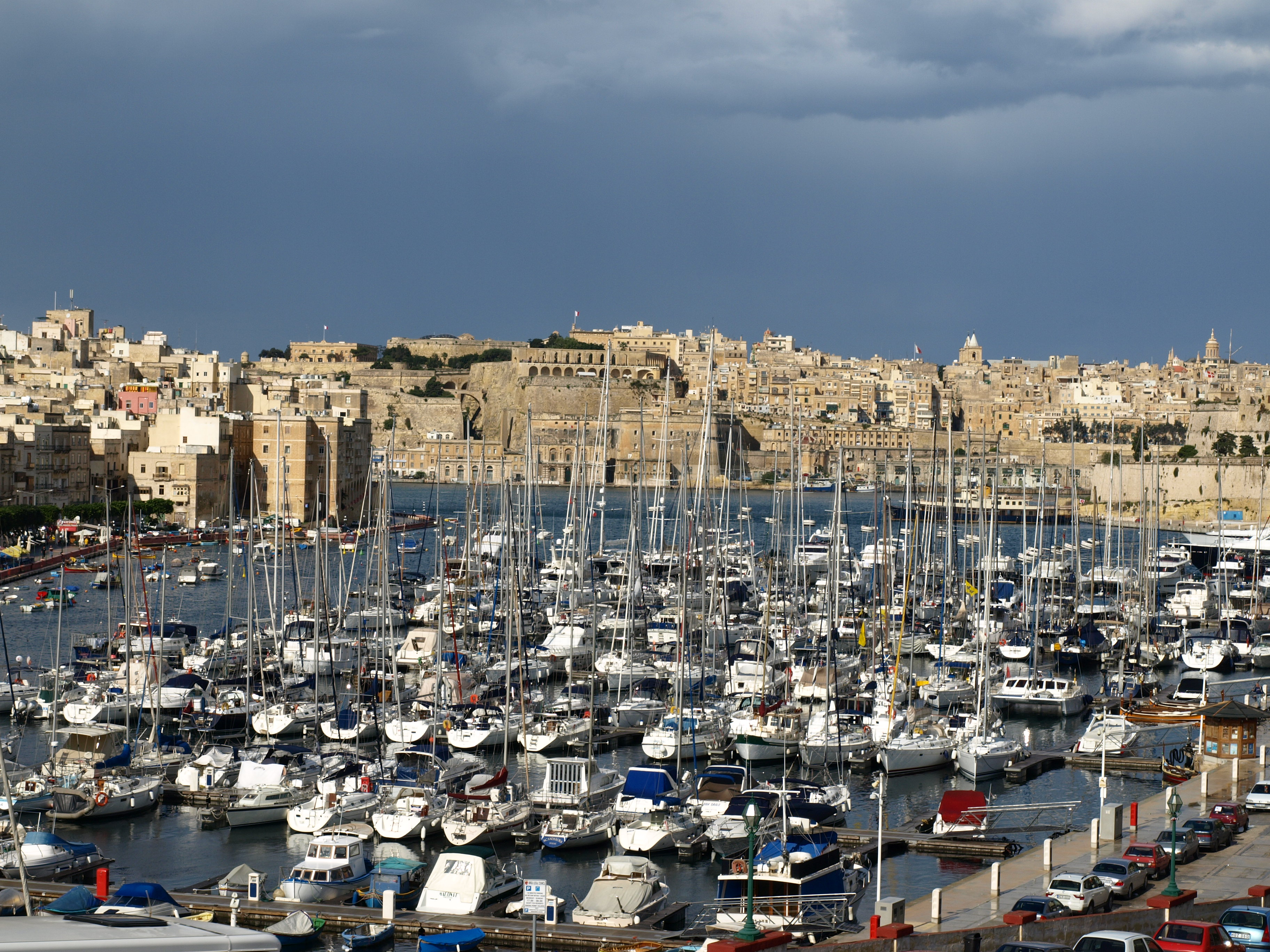
Puerto de La Valeta

La Valeta cuenta con el Aeropuerto Internacional de Malta, ubicado a 8 km de la ciudad. Los sistemas de transporte público de Malta, que se efectúan mediante el uso de autobuses, opera rutas hasta y desde La Valeta, con sus estaciones centrales justo en las afueras de la ciudad. El tráfico dentro de la ciudad está restringido, con algunas calles peatonales. En 2006, se desarrolló un sistema de aparcamientos con el fin de incrementar la disponibilidad de espacios de aparcamiento en las afueras de la ciudad. Se puede dejar el vehículo personal en un aparcamiento próximo a Floriana y efectuar el resto del trayecto en una furgoneta, que se efectúa en apenas unos minutos.
En 2007 se desarrolló un esquema de actuación para evitar la congestión, el sistema de control de acceso de vehículos, con el fin de reducir los estacionamientos de larga duración y el tráfico mientras se incentivan los negocios en la ciudad. Un sistema automático basado en el ANPR toma fotos de los vehículos según entran y salen de la zona de pago y los usuarios pagan en función de su estancia. Varias exenciones y reglas de facturación flexibles hacen el sistema el siguiente paso evolutivo de sistemas como el programa de Precio de congestión de Londres. Diferencias principales al sistema de Londres incluye excepto la facturación posterior (con incentivos o multas por pago en tiempos tempranos o fuera de plazo), pagos por adelantado no específicos de día, cada hora en vez de tarifas diarias, un máximo diario (8 horas), libera carreras (gratis si la duración es menor a 30 minutos), períodos de accesos libres definidos para vehículos de reparto y servicios.
La Valeta cuenta con un servicio de taxis eléctricos que operan desde 10 puntos de a ciudad hasta cualquier destino en el interior de la misma.

## Cultura
La Valeta fue designada, junto a Leeuwarden (Países Bajos), como Capital Europea de la Cultura en el año 2018.

### Música
La música jazz en Malta fue introducida en la zona de la calle Strait, frecuentada por los marineros aliados durante ambas Guerras Mundiales; allí se celebra el Festival de Jazz de Malta. La calle Strait también es conocida como The Gut. Esta zona está siendo sometida a una regeneración.
Los dos clubes de la zona son el King's Own Band Club (en maltés: L-Għaqda Mużikali King's Own) y el La Valette National Philarmonic Society (en maltés: Is-Soċjetà Filarmonika Nazzjonali La Valette).

### Carnaval
La Valeta es el escenario del Carnaval Maltés, que se efectúa en febrero durante la Cuaresma. El carnaval en Gozo es celebrado en Victoria si bien se efectúan festivales de carnaval en ambas islas anualmente.

### Fiestas y tradiciones
Las fiestas de San Pablo se celebran en La Valeta el 10 de febrero. Además las fiestas de Santo Domingo de Guzmán, San Agustín y Nuestra Señora del Monte Carmelo son celebradas con mucha devoción. Por último, en honor a Santa Rita se realiza una procesión.

## Hermanamientos
- Caravaggio (Italia)
- Rodas (Grecia)